# 多夫河 (格赖芬湖)
47°20′45″N 8°40′31″E / 47.34574°N 8.67531°E

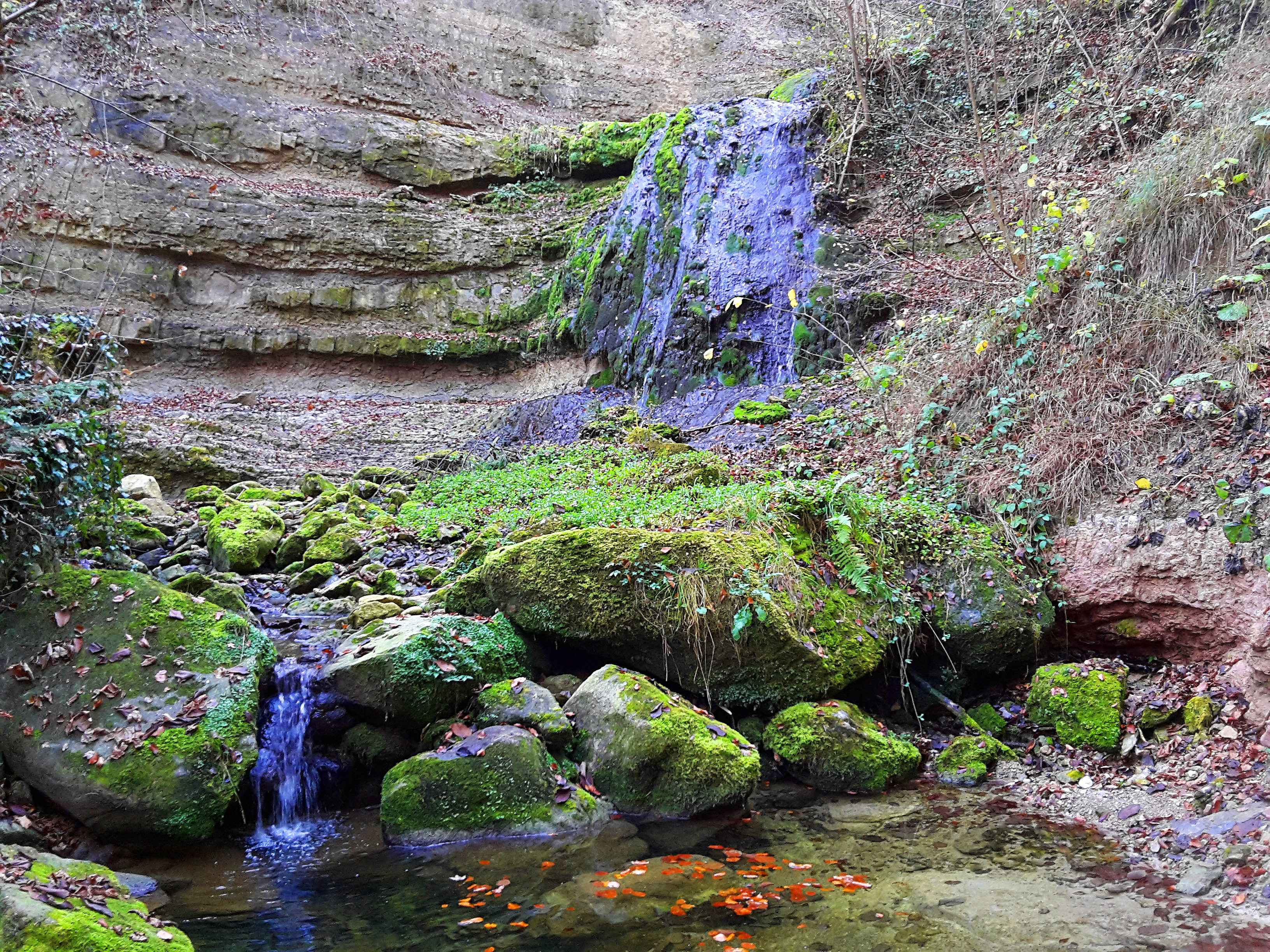

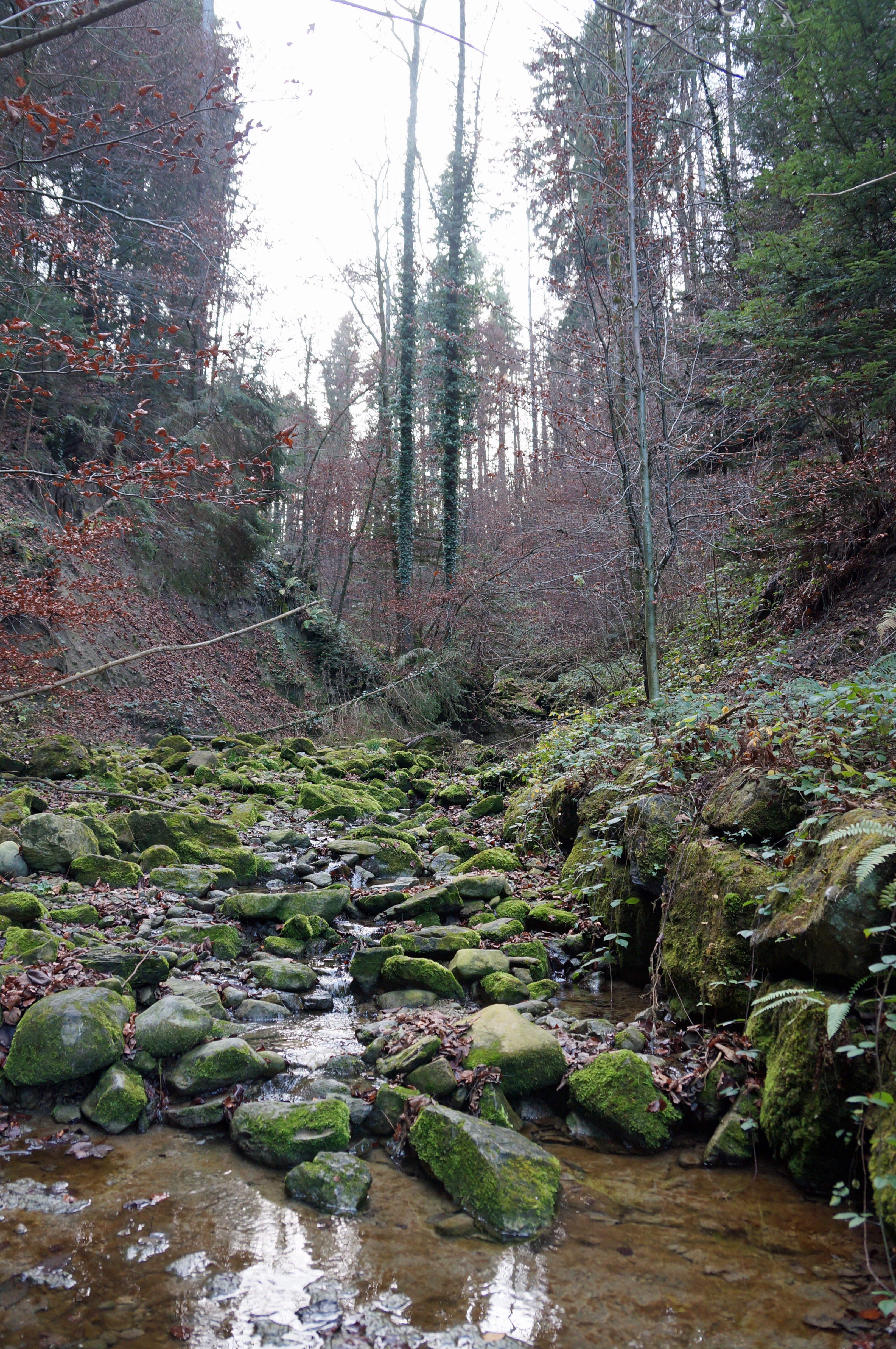

多夫河（德語：Dorfbach）是瑞士蘇黎世州的河流，位於該國北部，屬於格拉特河的支流，河道全長2.9公里，流域面積1.8平方公里，河口處在格赖芬湖，河畔城鎮有毛爾。